# Ми — хлопці з Бандерштадту
«Ми — хлопці з Бандерштадту» (с укр. — «Мы — ребята из Бандерштадта») — второй студийный альбом львовской группы «Брати Гадюкіни» («Братья Гадюкины», «Гады»), изданный в 1991 году. Он содержал восемь песен, сочетавших панк-рок, регги, блюз-рок и ска, и иронические тексты на галицком диалекте, написанные фронтменом коллектива Сергеем Кузьминским. Главным хитом стала одноимённая композиция «Ми — хлопці з Бандерштадту», посвящённая львовским батярам, которую неоднократно перепевали другие рок-группы.
Пластинка считается одним из лучших украинских альбомов 1991 года, а её заглавная композиция не только сделала из «Братьев Гадюкиных» звёзд украинской рок-музыки, но и подарила Львову неформальное название «Бандерштадт».

## История создания
В конце 1991 года львовская группа «Братья Гадюкины» уже была неплохо известна украинскому слушателю. Основанные за три года до этого, «Гадюкины» прошли путь от исполнения русскоязычного рок-н-ролла до иронических песен, совмещавших регги, блюз-рок, панк-рок и ска, с ироническими текстами на галицком диалекте украинского языка, написанными вокалистом Сергеем Кузьминским, также известным как «Кузя». По словам музыкантов, когда они выступали на фестивале «Червона Рута-1989», их песни уже знали. В 1989 году дебютный магнитоальбом группы «Всьо чотко!» был издан не только на Украине, но и в соседней Польше (под названием «Наша відповідь Кобзонові»). «Гады» выступали в Москве на фестивале «Сырок-89», который собрал лучшие инди-группы СССР, поразив всех украиноязычной частью программы, после чего их даже пригласили на «Рождественские встречи» Аллы Пугачёвой.
С материалом из дебютного альбома «Всьо чотко!» «Братья Гадюкины» выступали примерно полтора года. Постепенно в их концертном репертуаре начали появляться новые песни, такие как «Коровай», «Сорок пачок „Верховини“» и «Місячне сяйво твого тіла». К основному составу группы, в которую входили Сергей Кузьминский (вокал, клавишные), Александр Гамбург (бас-гитара), Андрей Партика (соло-гитара), Игорь Мельничук (клавишные) и Михаил Лундин (ударные), добавились три музыканта, игравших на медных духовых инструментах. В 1991 году было решено записать новые песни для второго альбома. Запись проходила в студии компании «Аудіо Україна». На тот момент бас-гитарист Александр Гамбург покинул группу, поэтому его партии исполнил Игорь Мельничук, в то время как за клавишные сел Пётр Крохмалев. Как вспоминал львовский исследователь Богдан Шумилович, альбом был записан благодаря «одиозной Львовской даме Мархасевой», которая стала продюсером группы после победы «Гадюкиных» на фестивале «Червона Рута-1989». Она согласилась выделить деньги «музыкантам-наркоманам», а те согласно контракту должны были писать новые альбомы, хотя и не очень этого хотели.
Новый сборник песен «Гадов» вышел в конце 1991 года, получив название «Ми — хлопці з Бандерштадту». Звукозаписывающая компания «Аудіо Україна», созданная после распада СССР, смогла сохранить часть заказов, которые планировалось издать ещё на советской «Мелодии», поэтому альбом вышел не только на привычных кассетах, но и на виниловых пластинках. Производились пластинки на Апрелевском заводе, расположенном в Московской области. Как писал в украинской рок-антологии «Легенди химерного краю» музыкальный журналист Александр Евтушенко, «на фоне изданных тогда же пластинок Руси и „Вечерней школы“, альбом «Гадюкиных» выглядел просто революционным». Как вспоминал барабанщик группы Михаил Лундин, «первый альбом „Всьо чотко!“ был на кассете, каждый, кто хотел, его переписывал и распространял; а выпустить альбом на виниле — это уже был престиж, фирменная марка». В интервью журналисту Владимиру «Адольфычу» Нестеренко лидер «Братьев Гадюкиных» Сергей Кузьминский признавался: «…его [«Бандерштадт»] писать лично у меня не было никакого желания. Но надо было. Он и получился весь какой-то вымученный. С претензией на хуй знает что, чуть ли не мессианство. С текстами идиотскими, то про политику, то про любовь. Короче, хуйня полная».

## Содержание альбома
Альбом «Ми — хлопці з Бандерштадту» был оформлен в красно-чёрных цветах. На его обложке изображен красный флаг СССР с серпом и молотом, к которому снизу подшита полоса чёрной ткани, превратившая его в красно-чёрный флаг УПА. Как кассета, так и грампластинка состояли из двух разноцветных частей, причём красная содержала серп и молот, а чёрная — трезубец независимой Украины. Название альбома «Бандерштадт» — самоназвание хулиганов из Львова — набрано готическим шрифтом, а буква «А» в названии «Брати Гадюкіни» была обведена кругом, подобно символу анархистов.
Пластинка содержала восемь песен, которые продолжали музыкальную стилистику, представленную в дебютном альбоме группы. Основным отличием стало более активное использование синтезаторов, так называемой «ионики», а также «несколько более аккуратная аранжировка», в которой традиционные рок-инструменты — электрические гитары, бас-гитара и ударные — сочетались с медными духовыми инструментами: трубой, тромбоном и саксофоном. Большинство текстов содержали политико-социальную сатиру на Украину того времени.

Здесь была классическая «гадюкинская» игра, что они якобы с националистами, но они постоянно с них стебутся. Они по большей части анархисты. […] Поэтому у многих, кто был ярым националистом, этот альбом вызвал несколько иные ощущения. Они думали, что это патриотически-националистически настроенная молодёжь, поющая патриотические песни. И когда они в бандеровских кепках приходили к наркоману Кузе: «Слава Украине!», а он посылал их подальше, потому что для него национализм никогда ничего не означал.Оригинальный текст (укр.)Тут була класична «гадюкінська» гра, що вони нібито з націоналістами, але вони постійно з них стібуться. Вони в більшості анархісти […] Тому в багатьох, хто були яскравими націоналістами, цей альбом викликав дещо інші відчуття. Вони думали, що це патріотично-націоналістично налаштована молодь, яка співає патріотичні пісні. І коли вони в бандерівських кепках приходили до наркомана Кузі: «Слава Україні!», — а він посилав їх подальше, тому що для нього націоналізм ніколи нічого не означав. — Богдан Шумилович
Главным хитом альбома стала заглавная композиция «Ми — хлопці з Бандерштадту». Начинаясь со звучания галицких сурм, к которым добавляются традиционные роковые «перегруженные» гитары, песня сочетает народные мотивы с рок-н-ролльной стилистикой. В тексте упоминаются батяры (от венг. betyár — «разбойник»), представители львовской субкультуры «благородных бродяг». В песне «Червона фіра» рассказывается о бывших коммунистах, комсомольцах, которые «перекрасились» из красного в жёлто-синий и пели «Засвіт встали козаченьки» на мотив «Нашего паровоза». Как отметили на сайте украинского телеканала Эспрессо TV, «Кузя намекал, что фасад государства изменился, но по сути оно оставалось на тот момент гнилым совком». Были в альбоме и аполитичные песни, вроде лирической «Місячне сяйво твого тіла», на которую был снят видеоклип.

## Отзывы критиков
В санкт-петербургском журнале Rock Fuzz (№ 9, 1993 год) отметили, что «Бандерштадт» звучит как название города, где «стреляют коммунистов», но признали, что «Братья Гадюкины» не имеют к этому отношения. Коллектив музыкантов назвали «проворными хлопцами, у которых „всьо чотко“» и которые решили ещё раз «„сколихнути“» несколько пачек „Верховини“, а заодно и всю Украину, записав на АУ новый альбом». Обозреватель также обратил внимание, что оформление альбома (сочетание красного и чёрного цветов) напоминает сценические образы музыкантов, а альбом лучше всего слушать с соседями, как это сделала Алла Пугачёва.
В 2019 году выпускающий редактор сайта «Лірум» Екатерина Ятель включила несколько песен из «Бандерштадта» в свой список любимых композиций «Братьев Гадюкиных». По её мнению, «Місячне сяйво твого тіла» стала образцом интимной лирики в творчестве «Гадов» (несмотря на иронические метафоры, упоминания тюремных нар и гроба, и характерный видеоклип), а заглавная «Ми — хлопці з Бандерштадту», которая стала своеобразным гимном не только львовских батяр, но и футбольных болельщиков местных «Карпат», сочетает две противоположные концепции — национализм и анархизм.
В рецензии на сборник «Краще», опубликованной на сайте «Наш НеФормат» 2020 года, Геннадий Шостак отметил четыре композиции из «Бандерштадта». Лирическая «Місячне сяйво твого тіла», по его мнению, подтверждает, что человек может быть счастлив только если найдет свою вторую половинку. В песне «Мамуню, рихтуйте весілля» он нашёл отсылку к аварии на Чернобыльской АЭС, «а свадьба нужна лишь для того, чтобы пить напропалую и вымывать алкоголем радиацию из организма». «Сорок пачок „Верховини“» автор назвал веселым рок-н-роллом о герое, который «во все времена на всякий случай хранит при себе джентльменский набор», включающий в себя кроме дешёвых львовских сигарет «мыло, валенки и майка, шапка, сапоги, фуфайка, и с начесом кальсоны». Наконец, «Ми — хлопці з Бандерштадту» был признан источником неологизма «Бандерштадт», который после выпуска альбома стал широко распространён среди молодёжи и националистически настроенных слоёв населения страны.

## Наследие
После «Бандерштадта» группа выпустила ещё два студийных альбома, прежде чем прекратить свою концертную деятельность в 1996 году. Фронтмен Сергей Кузьминский переехал в Москву и начал писать электронную музыку, поборов свою наркотическую зависимость. В 2006 году коллектив отыграл первый после длительного перерыва концерт в киевском Дворце спорта. В 2009 году после продолжительной болезни «Кузя» ушёл из жизни. Только в 2013 году «Братья Гадюкины» воссоединились, записали новый альбом Made in Ukraine и продолжили концертировать.
«Ми — хлопці з Бандерштадту» считается одним из лучших украинских альбомов 1991 года, а заглавная композиция не только сделала из «Братьев Гадюкиных» рок-звёзд, но и подарила Львову неформальное название «Бандерштадт», закрепившееся за ним навсегда. Песня «Хлопці з Бандерштадту» стала визитной карточкой группы. Кавер-версию этой композиции записывали рок-группы «Кому вниз» и «Мертвий Півень», а в честь «города Бандеры» был основан фестиваль альтернативной музыки «Бандерштат», который ежегодно проходил в Волынской области с 2007 года.

## Список композиций
| №  | Название                   | Текст песни        | Музыка             | Длительность |
| -- | -------------------------- | ------------------ | ------------------ | ------------ |
| 1. | «На Україні лад і спокій»  | Сергей Кузьминский | Братья Гадюкины    | 4:01         |
| 2. | «Мамуню, рехтуйте весілля» | Сергей Кузьминский | Сергей Кузьминский | 3:40         |
| 3. | «Червона фіра»             | Сергей Кузьминский | Сергей Кузьминский | 6:20         |
| 4. | «Коровай»                  | Сергей Кузьминский | Сергей Кузьминский | 4:07         |

| №  | Название                     | Текст песни                        | Музыка                              | Длительность |
| -- | ---------------------------- | ---------------------------------- | ----------------------------------- | ------------ |
| 5. | «Сорок пачок „Верховини“»    | Сергей Кузьминский                 | Братья Гадюкины                     | 3:14         |
| 6. | «Мужчина та'як я»            | Сергей Кузьминский, Андрей Партика | Игорь Мельничук, Андрей Партика     | 3:36         |
| 7. | «Місячне сяйво твого тіла»   | Сергей Кузьминский                 | Игорь Мельничук, Сергей Кузьминский | 4:36         |
| 8. | «Ми — хлопці з Бандерштадту» | Сергей Кузьминский                 | Сергей Кузьминский                  | 5:29         |

В первом издании альбома список композиций содержал песню «Червоно-сіре» («Красно-серое») вместо «Червона фіра» («Красный фургон»). Комментируя предположение о том, что таким образом группа пыталась смягчить провокационное название барабанщик Михаил Лундин объяснял: «Это типографская ошибка. „Красный фургон“ мы исполняли ещё при совке, когда за слова „был красный — вон куда заехал, будет жёлто-синий — увидим чудесный мир“ можно было сесть». В более поздних изданиях композиции вернули оригинальное название «Червона фіра».

## Участники записи
- Сергей Кузьминский — вокал, клавишные, губная гармоника, перкуссия, бубен
- Андрей Партика — гитара, губная гармоника, ленточный ревербератор
- Эрик Хрептик — гитара
- Игорь Мельничук — бас-гитара, бэк-вокал
- Михаил Лундин — ударные, бэк-вокал
- Павел Крахмалёв — клавишные
- Медные духовые инструменты:
  - Олег Качечка — труба
  - Богдан Ватащук — тромбон
  - Степан Коваль — саксофон
- «Братья Гадюкины» — аранжировка
- «Братья Гадюкины» — продюсеры
- Елена Мархасева — директор группы
- Юрий Яковлев — исполнительный продюсер
- Юрий Жигун — дизайн
- Текст — Андрей Партика (трек 6), Сергей Кузьминский
- Музыка — Игорь Мельничук (6, 7), Андрей Партика (6), «Братья Гадюкины» (1, 5), Сергей Кузьминский (2—4, 7, 8)

Эрик Хрептик не указан как участник записи в оригинальном издании 1991 года, однако его имя указано в перевыпуске альбома 2000 года.